# Eleonora Rakousko-Těšínská
Eleonora Rakousko-Těšínská (Eleonora Marie Immakulata Kristýna Josefa Sosthenesia; 28. listopadu 1886, Pula – 26. května 1974, Baden) byla dcerou arcivévody Karla Štěpána Rakousko-Těšínského a sestřenicí španělského krále Alfonse XIII. Narodila se jako členka těšínské větve Habsbursko-Lotrinské dynastie a arcivévodkyně rakouská, princezna česká, uherská a toskánská. Po morganatickém sňatku s Alfonsem Klossem, kapitánem otcovy jachty, se vzdala všech svých titulů. Během druhé světové války sloužili její synové v německé armádě.

## Původ a dětství
Arcivévodkyně Eleonora se narodila jako nejstarší potomek arcivévody Karla Štěpána Rakousko-Těšínského a jeho manželky Marie Terezy Habsbursko-Lotrinské. Oba rodiče byli blízkými příbuznými císaře Františka Josefa I. Její otec, vnuk arcivévody Karla Rakouského, který vedl rakouskou armádu proti Napoleonovi, byl bratrem španělské královny Marie Kristýny. Eleonořina matka, arcivévodkyně Marie Tereza Habsbursko-Lotrinská byla vnučkou toskánského velkovévody Leopolda II.
Eleonora se narodila v rakousko-uherském městě Pula, kde byl její otec námořním důstojníkem. Vzdělávána byla soukromými učiteli, kteří dávali důraz na jazyky. Učila se německy, italsky, anglicky a od roku 1895 polsky. Její otec pokračoval v kariéře v rakouském námořnictvu a Eleonora strávila formativní roky na Istrii a pak v rakouském přístavu Pula. Její otec byl velmi bohatý a rodina měla letní vilu na ostrově Lošinj v Jaderském moři, palác ve Vídni a luxusní jachtu. V roce 1895 otec zdědil po arcivévodovi Albrechtovi obrovské pozemky v Haliči. Od roku 1907 měla rodina hlavní rezidenci na zámku Żywiec v Haliči, zimu však trávili na Istrii.

## Manželství

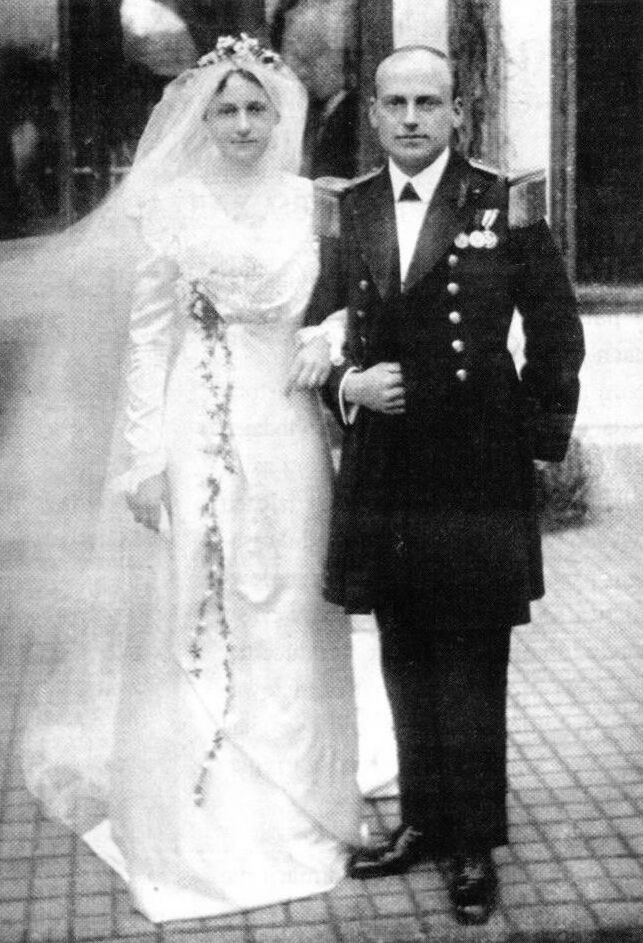
Svatba Eleonory s Alfonsem von Kloss 9. ledna 1913

V patnácti letech se Eleonora zamilovala do námořníka Alfonse von Kloss, který sloužil jako kapitán na otcově jachtě. Jejich vztah během mnoha středomořských výletních plaveb stále rostl. Arcivévoda Karel Štěpán chtěl svou nejstarší dceru provdat za polského šlechtice, ale upřímná láska a vytrvalost páru ho dojala. Kontaktoval císaře a požádal ho, aby povolil jejich sňatek. Císař František Josef I. byl v rodinných záležitostech neoblomný, arcivévoda Karel Štěpán Rakousko-Těšínský byl však jeho dobrý přítel a povolení udělil.
Skromný obřad se konal 9. ledna 1913 v polském Żywieci dva dny před svatbou její sestry Mechthildis. Arcivévodkyně Eleonora se po svatbě vzdala svých titulů a stala se paní von Klossovou. Pár se usadil na Istrii. Alfons von Kloss pracoval jako kapitán korvety v císařském námořnictvu a během první světové války sloužil s vyznamenáním. Po pádu monarchie zůstala Eleonora s manželem v Rakousku a žila s ním v Badenu u Vídně ve velké vile, kterou Eleonora zdědila po svém bezdětném strýci arcivévodovi Rainerovi. Jeden z jejích synů, Alfons, byl vojenský atašé na rakouském velvyslanectví ve Washingtonu, D.C. Její manžel zemřel v roce 1953 a Eleonora ho přežila o 21 let a zemřela v roce 1974 v 87 letech.

## Potomci
Arcivévodkyně Eleonora měla s Alfonsem von Kloss (1880–1853) osm dětí:
- Albrecht von Kloss (1913–1963)
- Karel von Kloss (1915–1939)
- Rainer von Kloss (1916–1991)
- Ernest von Kloss (1919–2017)
- Alfons von Kloss (1920–?)
- Fridrich von Kloss (1922–1943)
- Marie Terezie von Kloss (1925–?)
- Štěpán von Kloss (1933–?)

## Vývod z předků
|                            |                                              |  |                          |                                              |  |  |  |  |  |  |  | Leopold II. |
|                            |                                              |  |                          |                                              |  |  |  |  |  |  |  |             |
|                            | Karel Ludvík Rakousko-Těšínský               |  |                          |                                              |  |  |  |  |  |  |  |             |
|                            |                                              |  |                          |                                              |  |  |  |  |  |  |  |             |
|                            |                                              |  |                          | Marie Ludovika Španělská                     |  |  |  |  |  |  |  |             |
|                            |                                              |  |                          |                                              |  |  |  |  |  |  |  |             |
|                            | Karel Ferdinand Rakousko-Těšínský            |  |                          |                                              |  |  |  |  |  |  |  |             |
|                            |                                              |  |                          |                                              |  |  |  |  |  |  |  |             |
|                            |                                              |  |                          | Fridrich Vilém Nasavsko-Weilburský           |  |  |  |  |  |  |  |             |
|                            |                                              |  |                          |                                              |  |  |  |  |  |  |  |             |
|                            | Jindřiška Nasavsko-Weilburská                |  |                          |                                              |  |  |  |  |  |  |  |             |
|                            |                                              |  |                          |                                              |  |  |  |  |  |  |  |             |
|                            |                                              |  |                          | Luisa Isabela z Kirchbergu                   |  |  |  |  |  |  |  |             |
|                            |                                              |  |                          |                                              |  |  |  |  |  |  |  |             |
|                            | Karel Štěpán Rakousko-Těšínský               |  |                          |                                              |  |  |  |  |  |  |  |             |
|                            |                                              |  |                          |                                              |  |  |  |  |  |  |  |             |
|                            |                                              |  |                          | Leopold II.                                  |  |  |  |  |  |  |  |             |
|                            |                                              |  |                          |                                              |  |  |  |  |  |  |  |             |
|                            | Josef Habsbursko-Lotrinský                   |  |                          |                                              |  |  |  |  |  |  |  |             |
|                            |                                              |  |                          |                                              |  |  |  |  |  |  |  |             |
|                            |                                              |  |                          | Marie Ludovika Španělská                     |  |  |  |  |  |  |  |             |
|                            |                                              |  |                          |                                              |  |  |  |  |  |  |  |             |
|                            | Alžběta Františka Marie Habsbursko-Lotrinská |  |                          |                                              |  |  |  |  |  |  |  |             |
|                            |                                              |  |                          |                                              |  |  |  |  |  |  |  |             |
|                            |                                              |  |                          | Ludvík Württemberský                         |  |  |  |  |  |  |  |             |
|                            |                                              |  |                          |                                              |  |  |  |  |  |  |  |             |
|                            | Marie Dorotea Württemberská                  |  |                          |                                              |  |  |  |  |  |  |  |             |
|                            |                                              |  |                          |                                              |  |  |  |  |  |  |  |             |
|                            |                                              |  |                          | Henrietta Nasavsko-Weilburská                |  |  |  |  |  |  |  |             |
|                            |                                              |  |                          |                                              |  |  |  |  |  |  |  |             |
| Eleonora Rakousko-Těšínská |                                              |  |                          |                                              |  |  |  |  |  |  |  |             |
|                            |                                              |  |                          |                                              |  |  |  |  |  |  |  |             |
|                            |                                              |  | Ferdinand III. Toskánský |                                              |  |  |  |  |  |  |  |             |
|                            |                                              |  |                          |                                              |  |  |  |  |  |  |  |             |
|                            | Leopold II. Toskánský                        |  |                          |                                              |  |  |  |  |  |  |  |             |
|                            |                                              |  |                          |                                              |  |  |  |  |  |  |  |             |
|                            |                                              |  |                          | Luisa Marie Amélie Tereza Neapolsko-Sicilská |  |  |  |  |  |  |  |             |
|                            |                                              |  |                          |                                              |  |  |  |  |  |  |  |             |
|                            | Karel Salvátor Rakousko-Toskánský            |  |                          |                                              |  |  |  |  |  |  |  |             |
|                            |                                              |  |                          |                                              |  |  |  |  |  |  |  |             |
|                            |                                              |  |                          | František I. Neapolsko-Sicilský              |  |  |  |  |  |  |  |             |
|                            |                                              |  |                          |                                              |  |  |  |  |  |  |  |             |
|                            | Marie Antonie Sicilská                       |  |                          |                                              |  |  |  |  |  |  |  |             |
|                            |                                              |  |                          |                                              |  |  |  |  |  |  |  |             |
|                            |                                              |  |                          | Marie Isabela Španělská                      |  |  |  |  |  |  |  |             |
|                            |                                              |  |                          |                                              |  |  |  |  |  |  |  |             |
|                            | Marie Tereza Habsbursko-Lotrinská            |  |                          |                                              |  |  |  |  |  |  |  |             |
|                            |                                              |  |                          |                                              |  |  |  |  |  |  |  |             |
|                            |                                              |  |                          | František I. Neapolsko-Sicilský              |  |  |  |  |  |  |  |             |
|                            |                                              |  |                          |                                              |  |  |  |  |  |  |  |             |
|                            | Ferdinand II. Neapolsko-Sicilský             |  |                          |                                              |  |  |  |  |  |  |  |             |
|                            |                                              |  |                          |                                              |  |  |  |  |  |  |  |             |
|                            |                                              |  |                          | Marie Isabela Španělská                      |  |  |  |  |  |  |  |             |
|                            |                                              |  |                          |                                              |  |  |  |  |  |  |  |             |
|                            | Marie Imakuláta Neapolsko-Sicilská           |  |                          |                                              |  |  |  |  |  |  |  |             |
|                            |                                              |  |                          |                                              |  |  |  |  |  |  |  |             |
|                            |                                              |  |                          | Karel Ludvík Rakousko-Těšínský               |  |  |  |  |  |  |  |             |
|                            |                                              |  |                          |                                              |  |  |  |  |  |  |  |             |
|                            | Marie Terezie Izabela Rakouská               |  |                          |                                              |  |  |  |  |  |  |  |             |
|                            |                                              |  |                          |                                              |  |  |  |  |  |  |  |             |
|                            |                                              |  |                          | Jindřiška Nasavsko-Weilburská                |  |  |  |  |  |  |  |             |
|                            |                                              |  |                          |                                              |  |  |  |  |  |  |  |             |